# Tonya Lee Williams
Pour les articles homonymes, voir Williams.
Tonya Williams est une actrice et productrice canadienne née le 12 juillet 1958 à Londres (Royaume-Uni).

## Filmographie

### comme actrice
- 1971 : Polka Dot Door (série TV) : Host
- 1983 : Skullduggery
- 1986 : Separate Vacations
- 1986 : As Is (TV) : TV Commentator
- 1987 : The Liberators (TV) : Jenny
- 1987 : Captain Power & The Soldiers Of Future (TV) : Chelsea[1]
- 1988 : A Very Brady Christmas (TV) : Belinda
- 1989 : Générations (Generations) (série TV) : Linda Dukes (1989-1990)
- 1990 : Les Extraterrestres en balade (Spaced Invaders) de Patrick Read Johnson : Ernestine
- 1991 : Borrower : Desk Nurse
- 2000 : Seventeen Again : Monique Donovan
- 2004 : Tonya Lee Williams: Gospel Jubilee (TV) : Host
- 2005 : A Perfect Note (TV) : Jasmine
- 1991-2012 : Les Feux de l'amour (The Young and the Restless) - 461 épisodes - (série TV) : Olivia Barber Winters

### comme productrice
- 2001 : Maple
- 2004 : Tonya Lee Williams: Gospel Jubilee (TV)
- 2004 : Kink in My Hair (TV)

### comme réalisatrice
- 2004 : Kink in My Hair (TV)